# Tomash
Tomasz Oskar Gregorczyk, występujący także jako Tomash (ur. 11 marca 2003 w Warszawie) – polski piosenkarz, wykonujący muzykę z pogranicza pop i dance-pop, autor tekstów i kompozytor, a także aktor niezawodowy. Były wokalista boys bandu 4Dreamers.

## Życiorys

### Rodzina i edukacja
Urodził się 11 marca 2003 w Warszawie. Jest pierwszym synem Piotra i Moniki Gregorczyków, z wykształcenia inżynierów. Wraz z młodszym o trzy lata bratem Wojciechem dorastał w Warszawie.
Jest absolwentem Liceum Ogólnokształcącego Niepublicznego nr 43 im. Lotników Amerykańskich w Warszawie. Przez rok był uczniem w klasie fortepianu w Niepublicznej Szkole Muzycznej I stopnia w Łomiankach. Uczył się także w klasie fortepianu w Autorskiej Szkole Muzyki Rozrywkowej i Jazzu im. Krzysztofa Komedy w Warszawie, lecz przerwał naukę w przedostatniej klasie.
W 2024 publicznie przyznał, że w szkole podstawowej wielokrotnie doświadczał hejtu ze strony rówieśników, którzy w obraźliwych komentarzach krytykowali jego styl bycia i zamiłowanie do muzyki.

### Kariera muzyczna
W okresie przedszkolnym brał udział w zajęciach tańca prowadzonych przez Krzysztofa Michalskiego. Od szóstego roku życia uczęszczał na zajęcia emisji głosu w stowarzyszeniu muzycznym Viva La Musica pod okiem Marcina Banacha. W sierpniu 2015 wziął udział w precastingu do programu SuperDzieciak w Polsacie, jednak bez powodzenia.
W 2017 wziął udział w eliminacjach do pierwszej edycji programu The Voice Kids i dołączył do drużyny Edyty Górniak. Z programu odpadł na etapie tzw. bitew. Od 24 lutego 2018 do 28 lutego 2021 był członkiem boysbandu 4Dreamers, który podpisał kontrakt fonograficzny z Universal Music Polska. Z zespołem wydał dwa albumy studyjne (oba były nominowane do Fryderyka) oraz wystąpił m.in. na 56. Krajowym Festiwalu Piosenki Polskiej w Opolu, Top of the Top Sopot Festival i otwarciu 17. Konkursu Piosenki Eurowizji dla Dzieci (2019), a także był nominowany do Nickelodeon Kids’ Choice Awards.
13 marca 2021 podpisał kontrakt z niemiecką wytwórnią i managementem DustyVibez. 2 lipca 2021 wydał swój debiutancki, solowy singiel – "Zapach perfum”. 22 października 2021 wydał drugi singiel zatytułowany "Wyścig". 11 marca 2022 opublikował kolejny utwór - "Recepty", który opowiada historię jego zmagań ze stanami lękowymi, o których więcej opowiedział na antenie TVN w programie Dzień dobry TVN.
W 2023 wydał trzy single: „Nie po drodze", „Ciała" i „W prawo". W lutym 2024 z utworem „Not Alone” zakwalifikował się do półfinałów programu Una voce per San Marino wyłaniającego reprezentanta San Marino w Konkursie Piosenki Eurowizji. W piosence poruszył temat zdrowia psychicznego i samotności, a do napisania utworu zainspirowała go samobójcza śmierć jego wuja.

## Kariera aktorska
Jako aktor zadebiutował w 2004 rolą syna Marka Brodeckiego w serialu TVN Kryminalni (2004–2005). Grał Robiego Goneckiego w serialu TVN Na Wspólnej (2021–2022). W 2022 zadebiutował na wielkim ekranie rolą w filmie Kristoffera Rusa Za duży na bajki. W 2023 dołączył do obsady serialu Klan jako Antek Chojnicki, syn Michała Chojnickiego i Kingi Kuczyńskiej.

## Inne przedsięwzięcia
Od 2022 wspiera organizowane w niektórych szkołach Tęczowe piątki. Wziął udział w nagraniu spotu Tęczowy Piątek – Jesteś okej! (2022) wspierającego uczniów utożsamiających się ze społecznością LGBTQ+. W maju 2024 uczestniczył w siedzibie Ministerstwa Edukacji Narodowej w ceremonii przyznania Tarcz Zaufania szkołom, które zdobyły najwięcej punktów w Ogólnopolskim Rankingu Szkół Przyjaznych LGBTQ+; był jednym z ambasadorów akcji, a podczas spotkania wygłosił przemówienie dotyczące nietolerancji w polskich szkołach względem wszelkiego rodzaju odmienności.
25 i 26 stycznia 2025 poprowadził międzynarodową wystawę kotów rasowych, którą w Centrum Rekreacyjno-Wypoczynkowym w Wieliczce zorganizował Krakowski Klub Felinologiczny.

## Dyskografia
| Rok  | Tytuł           |
| ---- | --------------- |
| 2021 | "Zapach perfum" |
| 2021 | "Wyścig"        |
| 2022 | "Recepty"       |
| 2023 | "Nie po drodze" |
| 2023 | "Ciała"         |
| 2023 | "W prawo"       |